# هيروتو يامامورا
هيروتو يامامورا (باليابانية: 山村 博土) (12 يوليو 1974 في شيزوكا في اليابان – )؛ هو لاعب كرة قدم ياباني سابق كان يلعب كمهاجم.

## وصلات خارجية
- هيروتو يامامورا على موقع رابطة كرة القدم اليابانية للمحترفين (اليابانية)
- هيروتو يامامورا على موقع عالم كرة القدم.نت (الإنجليزية)